# St. Joseph (Dennenberg)

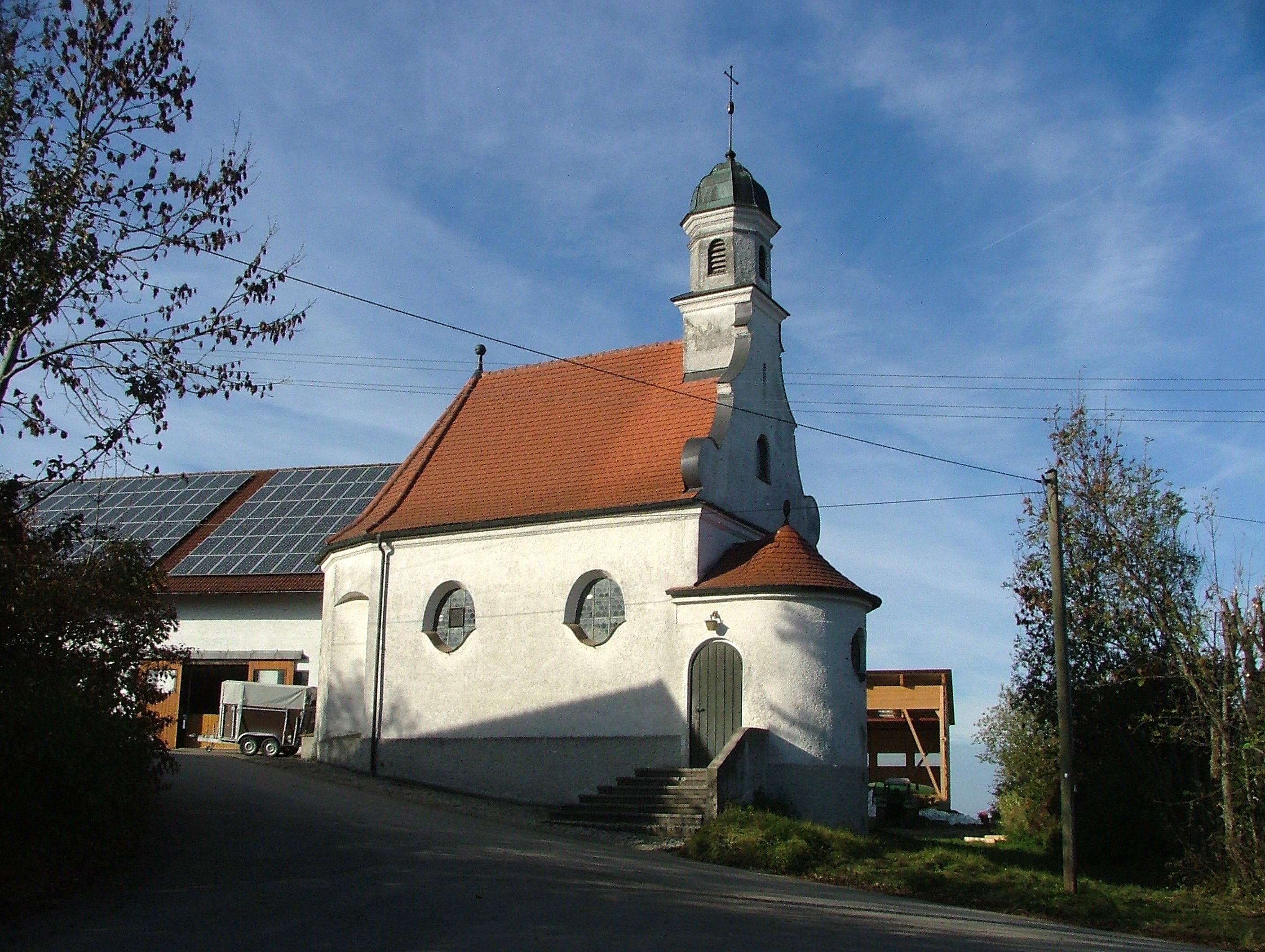
Kapelle St. Joseph in Dennenberg

Die römisch-katholische Kapelle St. Joseph befindet sich in Dennenberg, einem Ortsteil von Ottobeuren im Landkreis Unterallgäu in Bayern. Die Kapelle steht unter Denkmalschutz und wurde 1912 errichtet. Im Inneren der Kapelle befinden sich die gefasste Holzfigur einer stehenden Muttergottes aus dem zweiten Viertel des 15. Jahrhunderts sowie ein Hl. Georg aus dem 17. Jahrhundert und der Hl. Sebastian aus der Zeit um 1470/1480.